# Acompsia
Acompsia là một chi bướm đêm thuộc họ Gelechiidae. Mặc dù nó được được đề xuất xếp vào phân họ "Anacampsinae", nhìn chung, nó được xếp vào phân họ Dichomeridinae.

## Các loài đặc trưng
Các loài thuộc chi Acompsia gồm:
- Acompsia angulifera
- Acompsia antirrhinella Millière, 1866
- Acompsia ardeliella
- Acompsia cinerella
- Acompsia delmastroella Huemer, 1998
- Acompsia dimorpha Petry, 1904
- Acompsia maculosella (Stainton, 1851)
- Acompsia minorella Rebel, 1899
- Acompsia muellerrutzi Wehrli, 1925
- Acompsia murinella
- Acompsia ponomarenkoae Huemer & Karsholt, 2002
- Acompsia psoricopterella
- Acompsia pyrenaella Huemer & Karsholt, 2002
- Acompsia spodiella
- Acompsia subpunctella Svensson, 1966
- Acompsia tenebrosella
- Acompsia tripunctella (Denis & Schiffermüller, 1775)

## Tên đồng nghĩa
Invalid scientific names (junior synonyms và others) của Brachmia are:
- Acampsia (lapsus)
- Accompsia Bruand, 1850 (unjustified emendation)
- Brachicrossata (lapsus)
- Brachycrossata Heinemann, 1870

## Hình ảnh

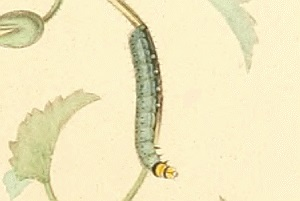
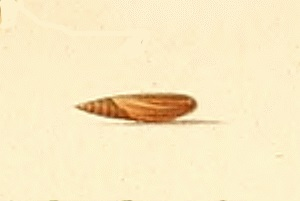
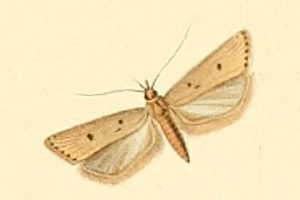